# Kaleidoscope World (Swing Out Sister)
Kaleidoscope World è il secondo album in studio del gruppo musicale britannico Swing Out Sister, pubblicato il 25 maggio 1989 dall'etichetta discografica Fontana.

## Tracce
1. You on My Mind – 3:32
2. Where in the World – 5:33
3. Forever Blue – 4:17
4. Heart For Hire – 4:25
5. Tainted – 3:59
6. Waiting Game – 4:15
7. Precious Words – 4:13
8. Masquerade – 4:46
9. Between Strangers – 4:06
10. The Kaleidoscope Affair – 3:09
11. Coney Island Man – 3:43
12. Precious Words (Earthbound Mix) – 4:11
13. Forever Blue (String Mix) – 4:13
14. Masquerade (Instrumental Mix) – 4:46

Le ultime 4 tracce sono inserite esclusivamente nella versione su CD